# Karl Picot
Karl Stanislaus Picot (* 3. Oktober 1863 in Schwäbisch Hall; † 25. Mai 1939) war ein deutscher Reichsgerichtsrat.

## Leben
Er war evangelisch. Die 1. juristische Staatsprüfung bestand er 1886 mit der Note „bestanden“ und die 2. 1890 mit der Note „bestanden“. Während seines Studiums in Tübingen wurde er 1882/83 Mitglied der Burschenschaft Germania Tübingen. 1891 war er Hilfsarbeiter der Staatsanwaltschaft Heilbronn. 1893 wurde er Amtsrichter in Heilbronn. 1896 wurde Landrichter in Stuttgart. Landgerichtsrat wurde er dort 1903. Oberlandesgerichtsrat in Stuttgart wurde er 1911. Oktober 1914 wurde er an das Reichsgericht berufen. Im Ersten Weltkrieg war er Hauptmann in der Zentralpolizeistelle des Generalgouvernements Warschau. 1932 trat er in den Ruhestand. Einer seiner Söhne war der Diplomat Werner Picot.

## Werke
- Zur Lehre von dem Gerichtsstand der Vereinbarung, Dissertation Tübingen 1891.